# Elk River (Kootenay River)
Der Elk River (elk = „Wapitihirsch“) ist ein ca. 185 km langer Fluss im Regional District of East Kootenay in der kanadischen Provinz British Columbia. Er ist ein orographisch linker Nebenfluss des Kootenay River. 

## Flusslauf
Der Elk River hat seinen Ursprung in den Elk Lakes nahe der kontinentalen Wasserscheide in der Southern Continental Ranges, einem Gebirgszug der Kanadischen Rocky Mountains. Nachdem der Fluss seinen Ursprung im Elk Lakes Provincial Park erlassen hat, fließt er durch das Elk Valley in südlicher Richtung, um dem Kootenay River zuzufließen und in den Lake Koocanusa zu münden, knapp nördlich der Grenze zwischen British Columbia und Montana. Der Elk River durchfließt die Orte Elkford, Sparwood, Hosmer, Fernie und Elko.

## Hydrologie
Sein Einzugsgebiet umfasst 4450 km². Sein mittlerer Abfluss (MQ) beträgt etwa 76 m³/s. Während der Schneeschmelze im Mai und Juni führt der Fluss gewöhnlich die größten Wassermengen.

## Geschichte
David Thompson reiste im Jahr 1811 entlang dem Elk River und nannte ihn "Stag River". Der Fluss wurde auf der Landkarte von Palliser aus den Jahren 1857–58 als "Elk River" und auf der Landkarte von Arrowsmith aus dem Jahre 1862 als "Stag River" oder "Elk River" bezeichnet.

## Flussbauwerke
Der Elko Dam wurde 1924 am Elk River errichtet. Er liegt ungefähr 16 km oberhalb der Mündung in den Lake Koocanusa. 

## Flussfauna
Der Elk River ist in ganz Nordamerika bekannt für das Fliegenfischen. Im Fluss kommen die Cutthroatforelle (Oncorhynchus clarkii) und die Stierforelle (Salvelinus confluentus) vor.

## Umweltaspekte
Im Elk River Valley wird in fünf großen Tagebau-Kohlegruben ein Drittel der Kohle weltweit gefördert, welche zur Stahlproduktion verwendet wird. Jahrelang wurden erhöhte Konzentrationen von Selen, Phosphat und Nitrat im Fluss gemessen und auf die Erweiterung der Kohleförderung zurückgeführt. Die Selenwerte übersteigen hierbei die gesetzlich zulässigen Gesundheitsrichtlinien. Teck Mining arbeitet offensichtlich daran, die Selenbelastung zu reduzieren.